# Yangzong Hai
Yangzong Hai (kinesiska: 阳宗海) är en sjö i Kina. Den ligger i provinsen Yunnan, i den sydvästra delen av landet, omkring 37 kilometer sydost om provinshuvudstaden Kunming. Yangzong Hai ligger 1 768 meter över havet. Arean är 31 kvadratkilometer. Trakten runt Yangzong Hai består till största delen av jordbruksmark. Den sträcker sig 12,2 kilometer i nord-sydlig riktning, och 5,0 kilometer i öst-västlig riktning.
Genomsnittlig årsnederbörd är 1 007 millimeter. Den regnigaste månaden är juni, med i genomsnitt 216 mm nederbörd, och den torraste är januari, med 12 mm nederbörd.